# Mayoschizocera hamata
Mayoschizocera hamata är en tvåvingeart som beskrevs av Townsend 1927. Mayoschizocera hamata ingår i släktet Mayoschizocera och familjen parasitflugor.
Artens utbredningsområde är Peru. Inga underarter finns listade i Catalogue of Life.